# Epeolus weemsi
Epeolus weemsi är en biart som beskrevs av Mitchell 1962. Epeolus weemsi ingår i släktet filtbin, och familjen långtungebin. Inga underarter finns listade i Catalogue of Life.